# Stenohya guangmingensis
Espèce
Stenohya guangmingensis est une espèce de pseudoscorpions de la famille des Neobisiidae.

## Distribution
Cette espèce est endémique du Jiangxi en Chine. Elle se rencontre dans la ville-district de Jinggangshan.

## Description
Les mâles mesurent de 3,66 à 3,92 mm et les femelles de 4,73 à 6,31 mm.

## Systématique et taxinomie
Cette espèce a été décrite par Zhao, Guo et Zhang en 2024.

## Étymologie
Son nom d'espèce, composé de guangming et du suffixe latin -ensis, « qui vit dans, qui habite », lui a été donné en référence au lieu de sa découverte, Guangming.

## Publication originale
- Zhao, Guo & Zhang, 2024 : « Three new Stenohya species with sexually dimorphic leg I from China (Pseudoscorpiones, Neobisiidae). » ZooKeys, vol. 1204, p. 105–133 (texte intégral).